# Кирхберг (Саксонија)
Кирхберг (њем. Kirchberg) град је у њемачкој савезној држави Саксонија. Једно је од 33 општинска средишта округа Цвикау. Посједује регионалну шифру (AGS) 14524130.

## Географски и демографски подаци
Град се налази на надморској висини од 349 метара. Површина општине износи 39,6 km². У самом граду је, према процјени из 2010. године, живјело 9.069 становника. Просјечна густина становништва износи 229 становника/km².

## Међународна сарадња
| Мјесто | Држава    | Врста сарадње | Од    |
| ------ | --------- | ------------- | ----- |
|        | Француска | партнерство   | 1991. |
| Извор  |           |               |       |